# 張耀 (明朝軍事人物)
張耀（1335年—1372年），寿州（在今安徽省）人，明朝军事将领。

## 生平
其早年跟随陳埜先，后建康被攻下后，归降朱元璋。后升任指揮使，守卫興化。洪武五年（1372年），随李文忠北伐，在阿魯渾河与元朝部队大战，后战死。